# Фу Ден
Фу Ден (кит.: 苻登; піньїнь: Fú Deng; 343-394) — п'ятий імператор Ранньої Цінь періоду Шістнадцяти держав.

## Життєпис
Був внучатим племінником засновника династії Фу Цзяня. Зійшов на трон 386 року після смерті Фу Пі. Період його правління позначився тривалою боротьбою проти Пізньої Цінь. Зрештою, 394 року, він зазнав нищівної поразки й потрапив у полон до імператора Яо Сіна, який наказав його стратити.

## Девіз правління
- Тайчу (太初) 386—394